# Нюжма (верхний приток Волги)
Нюжма (Нюхма) — река в России, протекает по городскому округу Бор и Кстовскому району Нижегородской области.
Устье реки находится в 2163 км по левому берегу Волги. Длина реки составляет 41 км, площадь водосборного бассейна — 233 км².

## Данные водного реестра
По данным государственного водного реестра России относится к Верхневолжскому бассейновому округу, водохозяйственный участок реки — Волга от устья реки Ока до Чебоксарского гидроузла (Чебоксарское водохранилище), без рек Сура и Ветлуга, речной подбассейн реки — Волга от впадения Оки до Куйбышевского водохранилища (без бассейна Суры). Речной бассейн реки — (Верхняя) Волга до Куйбышевского водохранилища (без бассейна Оки).
Код объекта в государственном водном реестре — 08010400312110000034424.